# Airbus SIRTAP
Der SIRTAP ist ein in Entwicklung befindliches spanisches unbemanntes Luftfahrzeug. Der Name ist ein Akronym von Sistema Remotamente Tripulado de Altas Prestaciones (spanisch für hochleistungsfähiges ferngesteuertes Luftfahrtsystem). Hersteller der Drohne ist der europäische Luftfahrtkonzern Airbus.

## Entwicklung
Die Entwicklung des SIRTAP wurde im Auftrag der spanischen Regierung von Airbus als Weiterentwicklung des Atlante zunächst unter dem Namen Atlante 2 MALE ab 2015 gestartet. Die kostengünstige und zugleich leistungsstarke taktische Aufklärungsdrohne soll in Spanien zum einen die israelischen IAI Searcher des Heeres ersetzen, zum anderen bei den Luftstreitkräften die General Atomics MQ-9 ergänzen. Im Jahr 2017 schloss sich auch Kolumbien dem Projekt an um mittelfristig die Elbit Hermes 450 abzulösen. Im April 2023 stellte die spanische Regierung zunächst 595 Millionen Euro für die Entwicklung bereit. Die ersten Drohnen sollen nach derzeitigen Planungen ab 2026 zulaufen. Kolumbien wiederum plant den Erwerb von sechs Systemen. Neben den beiden Ländern äußerte auch Serbien Interesse an dem Projekt. Am 29. November 2023 unterzeichneten Airbus und das Spanische Verteidigungsministerium den Kaufvertrag über neun Systeme, bestehend aus jeweils drei Luftfahrzeugen und einer Bodenstation, sowie zwei Simulatoren. Der Erstflug eines Prototyps ist für 2025 geplant.
Der SIRTAP wird zwar in erster Linie für den militärischen Einsatz entwickelt (taktische Aufklärung, Boden- und Seeraumüberwachung, elektronische Kampfführung oder Luftnahunterstützung), soll aber auch zur Grenzüberwachung, Such- und Rettungsaktionen, Überwachung illegaler Aktivitäten oder Unterstützung bei der Brandbekämpfung verwendet werden können. Dank abnehmbarer Flügel und Rotor soll die Luftverladbarkeit gewährleistet werden, so sollen beispielsweise zwei SIRTAPs in dem Frachtraum einer CASA C-295 Platz finden. Der SIRTAP soll laut Hersteller Airbus mit 800 m langen unbefestigten Start- und Landebahnen auskommen.

## Technische Daten
- Länge: 7,3 m
- Spannweite: 12 m
- Höhe: 2,2 m
- Höchstabfluggewicht: 750 kg
- Nutzlast: > 150 kg
- Höchstgeschwindigkeit: > 110 kn TAS
- Flugzeit: > 20 Stunden
- Dienstgipfelhöhe: > 6400 m

## Nutzer
Folgende Anzahl an Systemen werden seitens der Nutzern geplant, wobei ein System aus drei Luftfahrzeugen und einer Bodenstation besteht (Stand 2023):
 Spanien
9 Systeme (27 Luftfahrzeuge, bestellt)
 Kolumbien
6 Systeme (18 Luftfahrzeuge, geplant)